# Geroskípou
Geroskípou är en ort i Cypern.   Den ligger i distriktet Eparchía Páfou, i den sydvästra delen av landet, 100 km sydväst om huvudstaden Nicosia. Geroskípou ligger 72 meter över havet och antalet invånare är 7 878. Den ligger på ön Cypern.
Terrängen runt Geroskípou är platt åt sydväst, men åt nordost är den kuperad. Havet är nära Geroskípou åt sydväst. Trakten runt Geroskípou är ganska glesbefolkad, med 25 invånare per kvadratkilometer. Närmaste större samhälle är Pafos, 3,0 km nordväst om Geroskípou. Trakten runt Geroskípou består till största delen av jordbruksmark.